# Nicolai Ureche
Nicolai Ureche (n. 6 decembrie 1937) a fost un deputat român în legislatura 1990-1992, ales în județul Botoșani pe listele partidului FSN. În cadrul activității sale parlamentare, Nicolai Ureche a fost membru în grupurile parlamentare de prietenie cu Regatul Thailanda, Statul Israel, Canada, Republica Coreea, Republica Federală Germania.